# Kungsberg
Kungsberg är en ort belägen utefter länsväg X544 i Järbo socken i Sandvikens kommun. Från 2015 avgränsar SCB här en småort.